# Lycophidion hellmichi
Lycophidion hellmichi (вовча змія Хельміха) — вид змій родини Lamprophiidae. Мешкає в Анголі і Намібії. Вид названий на честь німецького зоолога Вальтера Хельміха.

## Поширення і екологія
Вовчі змії Хельміха мешкають на південному заході Анголи та на крайньому північному заході Намібії. Вони живуть в сухих кам'янистих саванах та в сухих чагарникових заростях, зокрема в пустелі Каоковельду. Зустрічаються на висоті від 300 до 700 м над рівнем моря.